# Racer (rivista)
Racer è una rivista automobilistica statunitense con sede a Irvine, in California. Di proprietà di Racer Media & Marketing, viene pubblicata otto volte l'anno come pubblicazione gemella sul sito web Racer.com.
La rivista contiene notizie e articoli relativi alla maggior parte delle principali serie automobilistiche mondiali, tra cui NASCAR, Formula 1, IndyCar Series, WeatherTech SportsCar Championship, NHRA Drag Racing e World Rally Championship, nonché campionati di corse locali. La rivista include molte fotografie di auto da corsa. Oltre alla rivista, Racer ha anche una divisione editoriale personalizzata, che produce la rivista SportsCar per lo Sports Car Club of America.
A giugno 2019, Racer Media & Marketing ha acquisito la rivista Vintage Motorsport.